# Пореченское

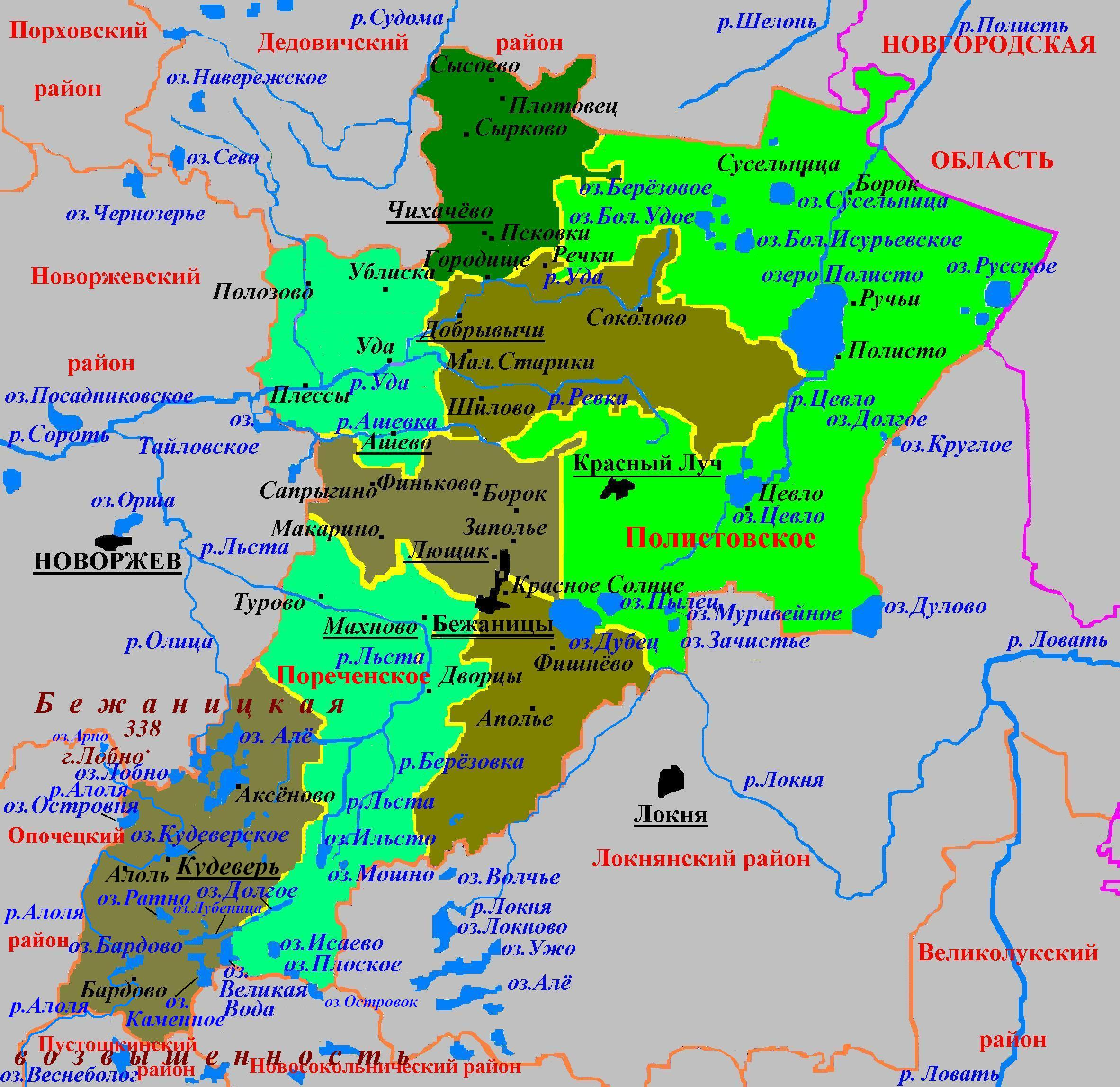
Административное деление Бежаницкого района в 2010—2015 гг.

Пореченское — упразднённое муниципальное образование со статусом сельского поселения в Бежаницком районе Псковской области России.
Административный центр — деревня Махново.

## География
Территория сельского поселения Пореченское граничила на востоке с Лющикской, Бежаницкой волостями и городским поселением Бежаницы, на западе — с Кудеверской волостью, на юге — с Новосокольническим и Локнянским районами, на северо-западе — с Новоржевским районом.
На территории муниципального образования расположены озёра: Великая Вода (2,7 км², глубиной до 36 м, что делает его самым глубоким озером области после озера Глубокое Глубоковской волости Опочецкого района), Ильсто или Льсто (1,1 км², глубиной до 5 м), Исаево (0,8 км², глубиной до 5 м), Плоское (0,7 км², глубиной до 7,1 м) и другие.

## Население
| 2010 | 2012 | 2013 | 2014 | 2015 |
| ---- | ---- | ---- | ---- | ---- |
| 1030 | ↘980 | ↘918 | ↘866 | ↘848 |

## Населённые пункты
В состав сельского поселения Пореченское входило 94 деревни: Андрешкино, Апросьево, Артемино, Афаносково, Бабеевка, Бельково, Бочары, Будки, Быково, Василево, Васьково, Воронино, Глазатово, Горивица, Григоркино, Гритьково, Гришино, Дворцы, Дегжа, Демешкино, Демидов Бор, Демидова Горка, Долгое, Загрязье, Захарино, Зекеево, Зеленино, Зенково, Зоркино, Ивашково, Измалково, Калинина Гора, Камешки, Карпово, Кисели, Клинково, Кожино, Комково, Кондратово, Кошелево, Красное Иваньково, Крыжово, Кулики, Купилово, Кучино, Липцы, Лукино, Ляпино, Ляхново, Макушево, Малеево, Малофеево, Махново, Митино, Мшичино, Набоковская Горка, Нарково, Нароево, Натекинская Горка, Никиткино, Никулино, Осье, Панево, Паства, Пастухово, Пашково, Подвишенье, Пожары, Полянка, Ратьково, Рогозно, Рощево, Рындино, Рябухино, Селиваново, Семенкино, Скурдино, Слизино, Слобода, Спирово, Сутоки, Сучкино, Темное, Тросны, Трупехино, Турово, Тюшево, Усадище, Фатейково, Фетенино, Фомино, Чунеево, Шестаково, Юрлово.

## История
Законом Псковской области от 28 февраля 2005 года в границах Махновской (д. Махново) и Дворицкой (д. Дворцы) волостей были созданы одноимённые муниципальные образования со статусом сельского поселения Махновская волость и Дворицкая волость с 1 января 2006 года в составе муниципального образования Бежаницкий район со статусом муниципального района.
На референдуме 11 октября 2009 года было поддержано объединение этих двух волостей. Законом Псковской области от 3 июня 2010 года Махновская и  Дворицкая волости были упразднены и объединены в новое муниципальное образование со статусом сельского поселения Пореченское.
Законом Псковской области от 30 марта 2015 года сельское поселение Пореченское было упразднено, а его территория 11 апреля 2015 года с соседними сельскими поселениями (Кудеверская волость и Бежаницкая волость) была объединена в новое сельское поселение Бежаницкое.